# Mordella atrata
Mordella atrata es una especie de coleóptero de la familia Mordellidae.
Mide 5.5-6.5 mm hasta el extremo anal. Se lo encuentra en flores. Es una de las especies más comunes del género. Habita en el este de Estados Unidos hasta Colorado.